# Richard Noltsch
Richard Laurenz Josef Noltsch (* 13. Juli 1888 in Falkenau an der Eger; † 1962 in Hersbruck) war ein deutscher Landrat.

## Leben und Wirken
Noltsch stammte aus Falkenau und war der Sohn des k. k. Postmeisters Wenzl Noltsch. Er trat 1907 der Alldeutschen Partei (bzw. Vereinigung) bei. 1919 wurde Noltsch Mitglied der Deutschen Nationalpartei, einer neugegründeten Partei der Deutschen in der Tschechoslowakei. 1934 trat er der Sudetendeutschen Partei (SdP) von Konrad Henlein bei.
Ein Jahr nach der im Oktober 1938 aufgrund des Münchner Abkommens erfolgten Besetzung der Grenzgebiete der Tschechoslowakei durch das Deutsche Reich und der Bildung des Reichsgaus Sudetenland wurde er im Oktober 1939 kommissarisch als Landrat im Landkreis Dux als Nachfolger von Alfred Pönisch eingesetzt. Am 24. Januar 1939 hatte er die Aufnahme in die NSDAP beantragt und war rückwirkend zum 1. November 1938 aufgenommen worden (Mitgliedsnummer 6.874.469). Nachdem sich Noltsch in dieser Funktion bewährt hatte, wurde er im Dezember 1940 definitiv zum Landrat in Dux ernannt. Gleichzeitig war er Personalamtsleiter der NSDAP-Kreisleitung. Ferner war er Ende 1938 der SA beigetreten, in der er zum Scharführer und 1940 zum Sturmführer befördert wurde.
Er blieb bis zum Ende des Zweiten Weltkrieges 1945 im Amt als Landrat.